# East Hazel Crest
East Hazel Crest és una població dels Estats Units a l'estat d'Illinois. Segons el cens del 2000 tenia 1.607 habitants.

## Demografia
Segons el cens del 2000, East Hazel Crest tenia 1.607 habitants, 590 habitatges, i 424 famílies. La densitat de població era de 805,8 habitants/km².
Dels 590 habitatges en un 35,6% hi vivien nens de menys de 18 anys, en un 45,4% hi vivien parelles casades, en un 20,5% dones solteres, i en un 28% no eren unitats familiars. En el 24,2% dels habitatges hi vivien persones soles el 7,8% de les quals corresponia a persones de 65 anys o més que vivien soles. El nombre mitjà de persones vivint en cada habitatge era de 2,62 i el nombre mitjà de persones que vivien en cada família era de 3,09.
Per edats la població es repartia de la següent manera: un 25,8% tenia menys de 18 anys, un 8,4% entre 18 i 24, un 29,9% entre 25 i 44, un 25,9% de 45 a 60 i un 10% 65 anys o més.
L'edat mediana era de 36 anys. Per cada 100 dones de 18 o més anys hi havia 85,1 homes.
La renda mediana per habitatge era de 43.000 $ i la renda mediana per família de 50.625 $. Els homes tenien una renda mediana de 36.842 $ mentre que les dones 29.722 $. La renda per capita de la població era de 18.488 $. Aproximadament el 6,7% de les famílies i el 8,7% de la població estaven per davall del llindar de pobresa.

## Poblacions properes
El següent diagrama mostra les poblacions més properes.